# Michael Sánchez
Michael Robertovič Sánchez Bozhulev (in russo Майкл Робертович Санчес-Божулев?; Poltava, 5 giugno 1986) è un pallavolista cubano naturalizzato russo, opposto della Vôlei Pró.

## Carriera

### Club
Figlio di padre cubano e di madre russa, Michael Sánchez inizia a giocare a pallavolo all'età di undici anni nell'isola caraibica, facendo parte della formazione del Ciudad Habana.
Dopo due anni di inattività, lascia Cuba per giocare regolarmente all'estero: nel campionato 2011-12 firma il suo primo contratto con la Lokomotiv Novosibirsk, in Russia, dove viene impiegato come giocatore naturalizzato, vincendo subito la coppa nazionale, trofeo nel quale viene eletto MVP. Nel campionato seguente gioca sempre nella Superliga russa, ma col Fakel; conclusi gli impegni in Russia approda in Qatar all'Al-Rayyan, per disputare la Coppa del Principe del Qatar, il campionato asiatico per club e la Coppa dell'Emiro, vincendo entrambi i trofei nazionali e raggiungendo la finale nella rassegna continentale, dove però viene premiato come miglior realizzatore.
Nel campionato 2013-14 si trasferisce in Corea del Sud per disputare la V-League coi Korean Air Jumbos, concludendo il torneo in terza posizione, venendo inoltre premiato come miglior servizio; al termine del torneo fa ritorno all'Al-Rayyan, questa volta per disputare la Coppa del Qatar e il campionato mondiale per club. Nella stagione successiva è ancora ai Korean Air Jumbos, così come nella stagione 2015-16; tuttavia, dopo sole nove gare di campionato, lascia il club sudcoreano a causa di un infortunio, rientrando in campo nel gennaio 2016, quando firma col Bolívar per la seconda parte della Liga Argentina de Voleibol. Nella stagione successiva approda invece in Turchia, difendendo i colori dell'Arkas, in Efeler Ligi, dove rimane un biennio.
Nel campionato 2018-19 firma con l'Itapetininga, partecipando alla Superliga Série A brasiliana, facendo poi ritorno in Corea del Sud nel campionato seguente, questa volta coi KB Stars. Dopo un'annata di inattività, nella stagione 2021-22 torna in campo nella massima divisione brasiliana, ingaggiato dal Minas, con cui si aggiudica la Coppa del Brasile; nella stagione seguente è ancora in Superliga Série A, ma difendendo i colori dell'Amigos do Vôlei.
Dopo un'altra annata con il Minas, nel campionato 2024-25 viene ingaggiato dalla neopromossa Vôlei Pró, sempre nella massima divisione brasiliana.

### Nazionale
Viene convocato nella nazionale cubana Under-21 in occasione del campionato mondiale Under-21 2005, dove conquista la medaglia di bronzo.
Dal 2006 al 2009 fa inoltre parte della nazionale cubana maggiore, vincendo la medaglia d'argento ai XX Giochi centramericani e caraibici, quella d'oro al campionato nordamericano 2009 e un altro argento alla Grand Champions Cup 2009, dopo la quale si ritira dalla selezione nazionale.
Nel 2022 rientra in nazionale in occasione della NORCECA Final Four, chiusa con la vittoria dell'oro, a cui segue la vittoria di altri tre ori alla NORCECA Final Six, alla Volleyball Challenger Cup e alla Coppa panamericana.

## Palmarès

### Club
- Coppa di Russia: 1

2011
- Coppa del Brasile: 1

2022

### Nazionale (competizioni minori)
- Campionato mondiale Under-21 2005
- Giochi centramericani e caraibici 2006
- NORCECA Final Four 2022
- NORCECA Final Six 2022
- Volleyball Challenger Cup 2022
- Coppa panamericana 2022

### Premi individuali
- 2011 - Coppa di Russia: MVP
- 2013 - Campionato asiatico per club: Miglior realizzatore
- 2014 - V-League: Miglior servizio